# Warszawskie Przedmieście (Elbląg)
Warszawskie Przedmieście – dzielnica we wschodniej części Elbląga. Rozciąga się od ulicy Sadowej do granic miasta z Gronowem Górnym. W jej skład wchodzi wybudowane od połowy lat 80' Osiedle Za Politechniką, bloki zbudowane w latach 30' XX wieku oraz domki jednorodzinne. Dzielnica ograniczone od północy ulicą Bema od południa torami kolejowymi. W miejscu dawnych magazynów zakładów przemysłu meblarskiego powstało wiele firm produkcyjnych oraz sala bankietowa. Powstało Centrum Sportowo Biznesowe w sąsiedztwie PWSZ, wiadukt nad torami kolejowymi prowadzący do dzielnicy Nowe Pole. Dzielnica cechuje się olbrzymią powierzchnią terenów zadrzewionych, ogrodów działkowych oraz łąk, obecnie trwa łatanie pustych miejsc domkami jednorodzinnymi w okolicy ulicy Okólnik. Powstaje również osiedle Sadowa na terenie dawnego gospodarstwa ogrodniczego. Bloki z okresu przedwojennego sukcesywnie podłącza się do sieci ogrzewania miejskiego. W miejscu dzisiejszej hali sportowej stała kawiarnia Dettmanns Kaffeehäuschen, której właścicielem był Johanness Dettmann. Kolejny zabytek powstały na początku XIX wieku to dwór majątku Spittelhof, zburzony w 1945 roku. NIedawno wyburzono ostatnie ceglane zabudowania zapewne należące do dworu. Majątek mieścił się naprzeciwko lecznicy dla zwierząt za rondem Bitwy pod Grunwaldem. 
W dzielnicy znajdują się m.in.
- jednostka wojskowa 16. Batalionu Zaopatrzenia,
- Instytuty: Politechniczny oraz Ekonomiczny Akademii Nauk Stosowanych (dawniej Państwowej Wyższej Szkoły Zawodowej),
- Zespół Szkół Budowlanych,
- Centrum Sportowo-Biznesowe,
- kościół rzymskokatolicki pw. bł. Doroty z Mątowów,
- Kościół rzymskokatolicki bł. Franciszki Siedliskiej
- parafialna cerkiew prawosławna pw. św. Marii Magdaleny (z cmentarzem poewangelickim).
- Szkoła Podstawowa nr 16
- Elbląskie Centrum Edukacji Zawodowej CKZiU (dawniej Gimnazjum nr 6)
- Elbląskie przedsiębiorstwo Wodociągów i Kanalizacji
- Urząd Pocztowy nr 16
- Urząd Pocztowy nr 5

Wieś Warszawskie okręgu szpitalnego Elbląga w XVII i XVIII wieku. 